# Ormes (Marne)
Pour les articles homonymes, voir Ormes.
Ormes est une commune française située dans le département de la Marne, en région Grand Est.
Elle est située en périphérie de Reims et est une commune viticole de l'appellation Champagne.

## Géographie

### Localisation
Ormes est une commune champenoise de la périphérie sud-ouest de Reims.
Elle est donc située dans l'aire d'attraction de Reims, ainsi que dans sa zone d'emploi et dans son bassin de vie.

### Communes limitrophes
Les communes limitrophes sont Thillois, Coulommes-la-Montagne, Les Mesneux, Pargny-lès-Reims, Tinqueux et Vrigny.
| Gueux                                   | Thillois    |          |
| Vrigny                                  | Ormes       | Tinqueux |
| Coulommes-la-Montagne, Pargny-lès-Reims | Les Mesneux | Bezannes |

### Géologie et relief
La superficie de la commune est de 6,31 km2 ; son altitude varie de 80  à   116 mètres.

### Hydrographie

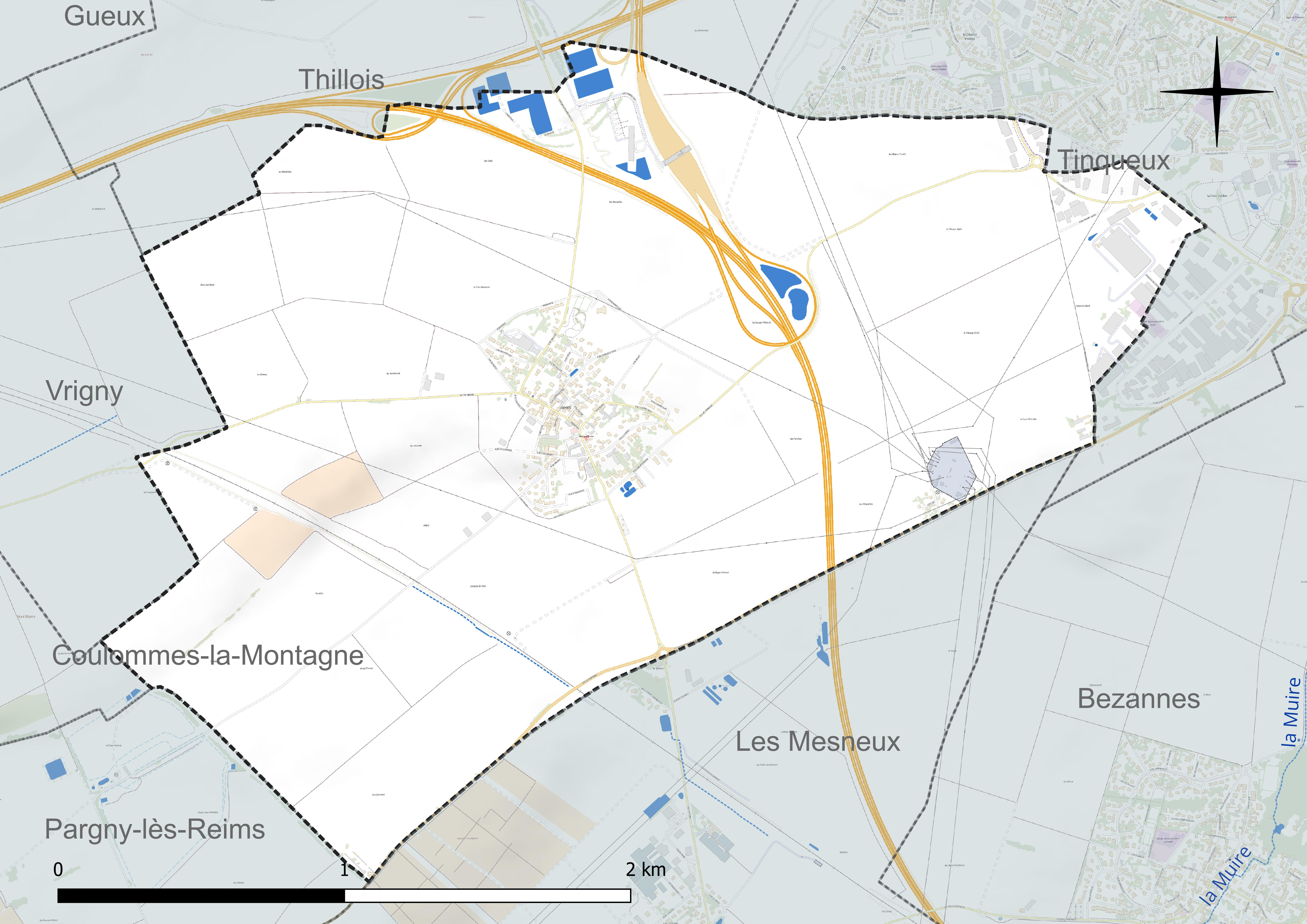
Réseau hydrographique d'Ormes.

La commune est dans la région hydrographique « la Seine du confluent de l'Oise (inclus) à l'embouchure » au sein du bassin Seine-Normandie. 
Elle n'est drainée par aucun cours d'eau,.

### Climat
Pour des articles plus généraux, voir Climat du Grand Est et Climat de la Marne.
En 2010, le climat de la commune est de type climat océanique dégradé des plaines du Centre et du Nord, selon une étude du Centre national de la recherche scientifique s'appuyant sur une série de données couvrant la période 1971-2000. En 2020, Météo-France publie une typologie des climats de la France métropolitaine dans laquelle la commune est exposée à un climat océanique altéré et est dans la région climatique  Nord-est du bassin Parisien, caractérisée par un ensoleillement médiocre, une pluviométrie moyenne régulièrement répartie au cours de l’année et un hiver froid (3 °C). 
Pour la période 1971-2000, la température annuelle moyenne est de 10,6 °C, avec une amplitude thermique annuelle de 16,1 °C. Le cumul annuel moyen de précipitations est de 676 mm, avec 10,6 jours de précipitations en janvier et 8,3 jours en juillet. Pour la période 1991-2020, la température moyenne annuelle observée sur la station météorologique de Météo-France la plus proche, « Chambrecy-Civc », sur la commune de Chambrecy à 12 km à vol d'oiseau, est de 10,7 °C et le cumul annuel moyen de précipitations est de 734,0 mm. 
La température maximale relevée sur cette station est de 40,3 °C, atteinte le 25 juillet 2019 ; la température minimale est de −22,1 °C, atteinte le 17 janvier 1985,,. 
Les paramètres climatiques de la commune ont été estimés pour le milieu du siècle (2041-2070) selon différents scénarios d'émission de gaz à effet de serre à partir des nouvelles projections climatiques de référence DRIAS-2020. Ils sont consultables sur un site dédié publié par Météo-France en novembre 2022.

## Urbanisme

### Typologie
Au 1er janvier 2024, Ormes est catégorisée ceinture urbaine, selon la nouvelle grille communale de densité à sept niveaux définie par l'Insee en 2022.
Elle est située hors unité urbaine. Par ailleurs la commune fait partie de l'aire d'attraction de Reims, dont elle est une commune de la couronne,. Cette aire, qui regroupe 294 communes, est catégorisée dans les aires de 200 000 à moins de 700 000 habitants,.

### Occupation des sols

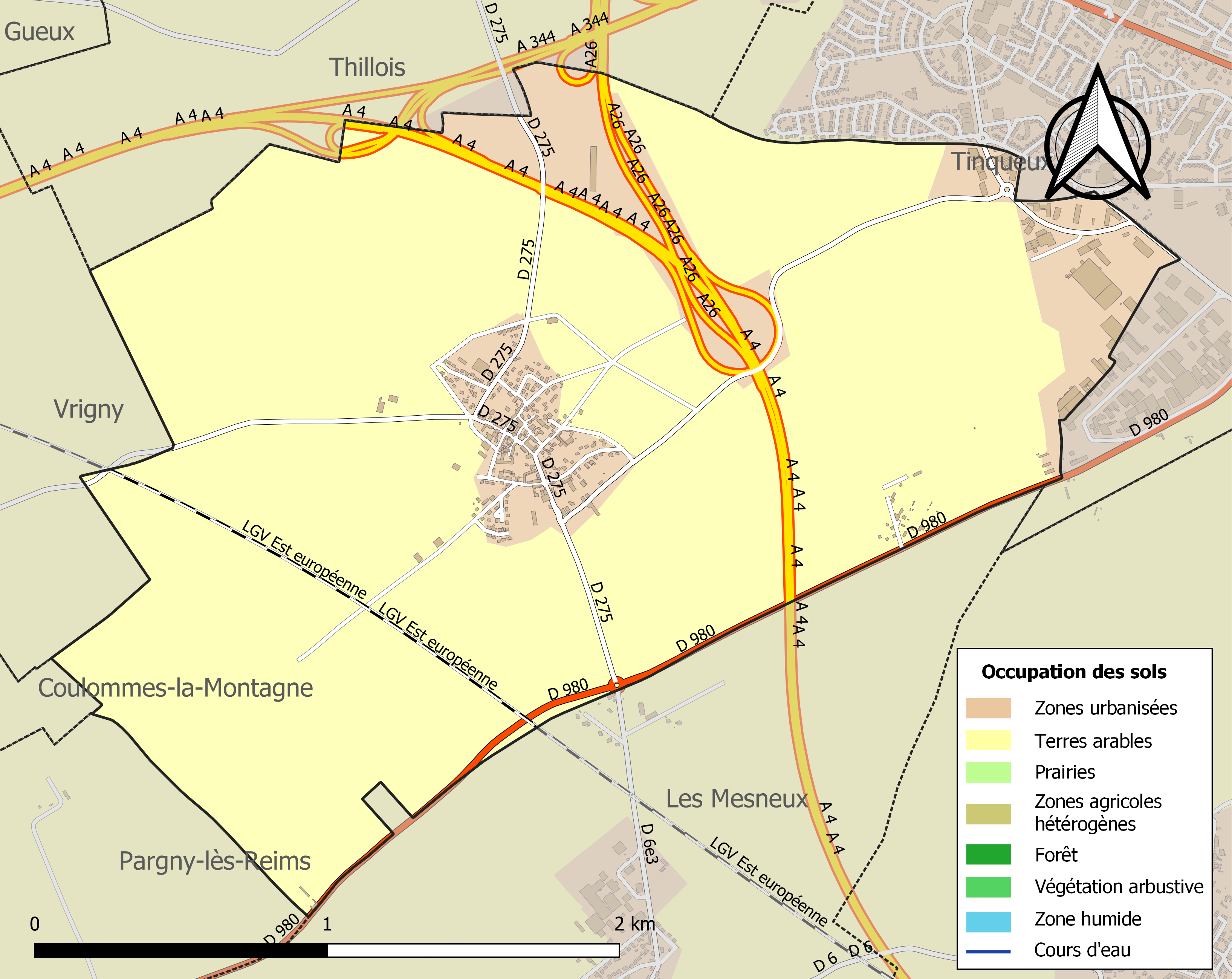
Carte des infrastructures et de l'occupation des sols de la commune en 2018 (CLC).

L'occupation des sols de la commune, telle qu'elle ressort de la base de données européenne d’occupation biophysique des sols Corine Land Cover (CLC), est marquée par l'importance des territoires agricoles (85,5 % en 2018), en diminution par rapport à 1990 (94,3 %). 
La répartition détaillée en 2018 est la suivante : terres arables (85,5 %), zones industrielles ou commerciales et réseaux de communication (10,1 %), zones urbanisées (4,4 %). 
L'évolution de l’occupation des sols de la commune et de ses infrastructures peut être observée sur les différentes représentations cartographiques du territoire : la carte de Cassini (XVIIIe siècle), la carte d'état-major (1820-1866) et les cartes ou photos aériennes de l'IGN pour la période actuelle (1950 à aujourd'hui).

### Habitat et logement
En 2022, le nombre total de logements dans la commune était de 227, alors qu'il était de 192 en 2016 et de 185 en 2011. 
Parmi ces logements, 94,1 % étaient des résidences principales, 0 % des résidences secondaires et 5,9 % des logements vacants. Ces logements étaient pour 95,4 % d'entre eux des maisons individuelles et pour 4,6 % des appartements. 
Le tableau ci-dessous présente la typologie des logements à Ormes en 2022 en comparaison avec celle de la Marne et de la France entière. Une caractéristique marquante du parc de logements est ainsi la faible proportion des résidences secondaires et logements occasionnels (0 %) par rapport au département (3,5 %) et à la France entière (9,7 %). 
| Typologie                                               | Ormes | Marne | France entière |
| ------------------------------------------------------- | ----- | ----- | -------------- |
| Résidences principales (en %)                           | 94,1  | 87,5  | 82,3           |
| Résidences secondaires et logements occasionnels (en %) | 0     | 3,5   | 9,7            |
| Logements vacants (en %)                                | 5,9   | 9     | 8              |

### Voies de communication et transports
La jonction entre l'autoroute A4 (France) et la traversée urbaine de Reims (TUR ou A344)  se trouve au nord du territoire communal, et la commune est proche de plusieurs accès autoroutiers ainsi que de la gare de Champagne-Ardenne TGV.
L'ancienne route nationale 380 (actuelle RD 980) constitue la limite sud de ce territoire, et la RD 275 dessert le village depuis cette route et donne donc un accès aisé à Reims.

## Toponymie
Le nom de la localité est attesté sous les formes Ulmi (vers 850) ; Ulmi juxta Remis (1230) ; Urmae juxta Remis, Ulmes juxta Remis (1239) ; Ourmes (1278) ; Ourmes desubz Vesle (1347) ; Ourmez lèz Reins (1384) ; Oulmes, Ormes (1425).

Ormes est un mot français, au pluriel, issu de l'ancien français Olme du latin ulmus signifiant Orme.

## Histoire

### Temps modernes
En 1776, le chapitre de Notre-Dame de Reims et l'archevêque de Reims possèdent des seigneuries à Ormes et l'archevêque de Reims, l'abbé de Clairvaux, le chapitre de Saint-Timothée, le séminaire, l'Hôtel-Dieu et le chapelain de Goëmy sont les décimateurs de la paroisse Saint-Remi.

### Époque contemporaine

Ormes au tout début du XXe siècle
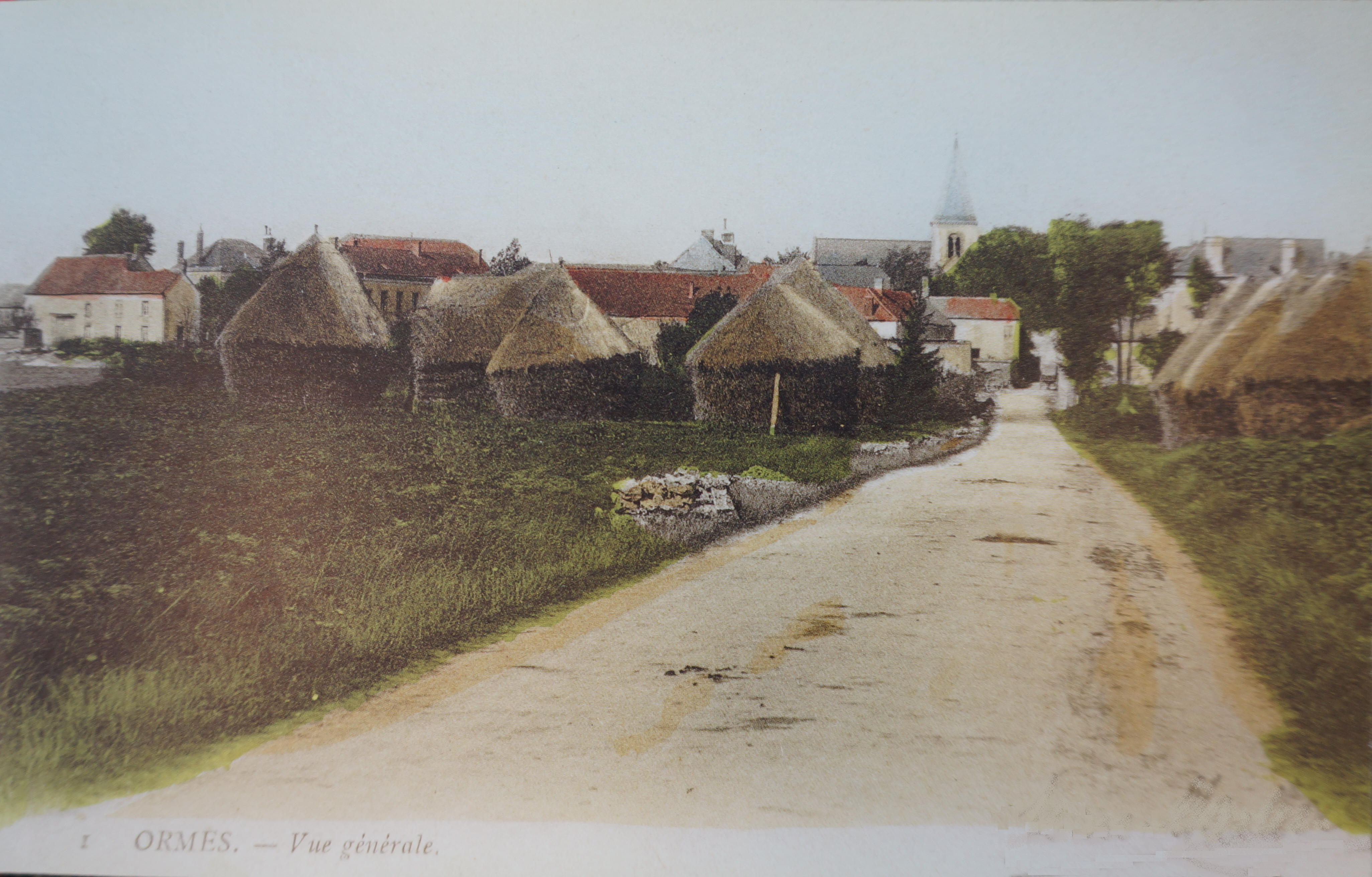
Vue du village
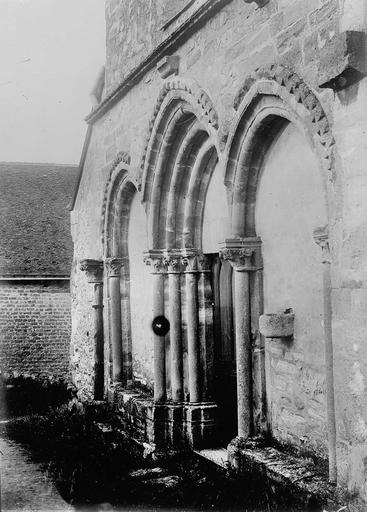
Le porche de l'église...
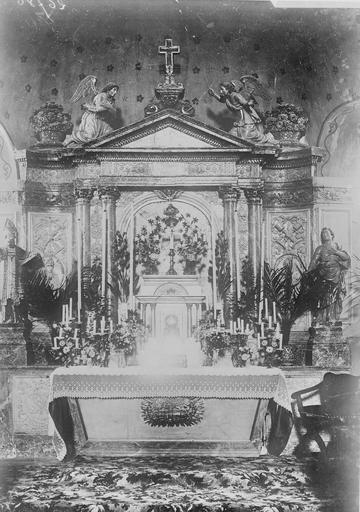
... et son maître-autel.
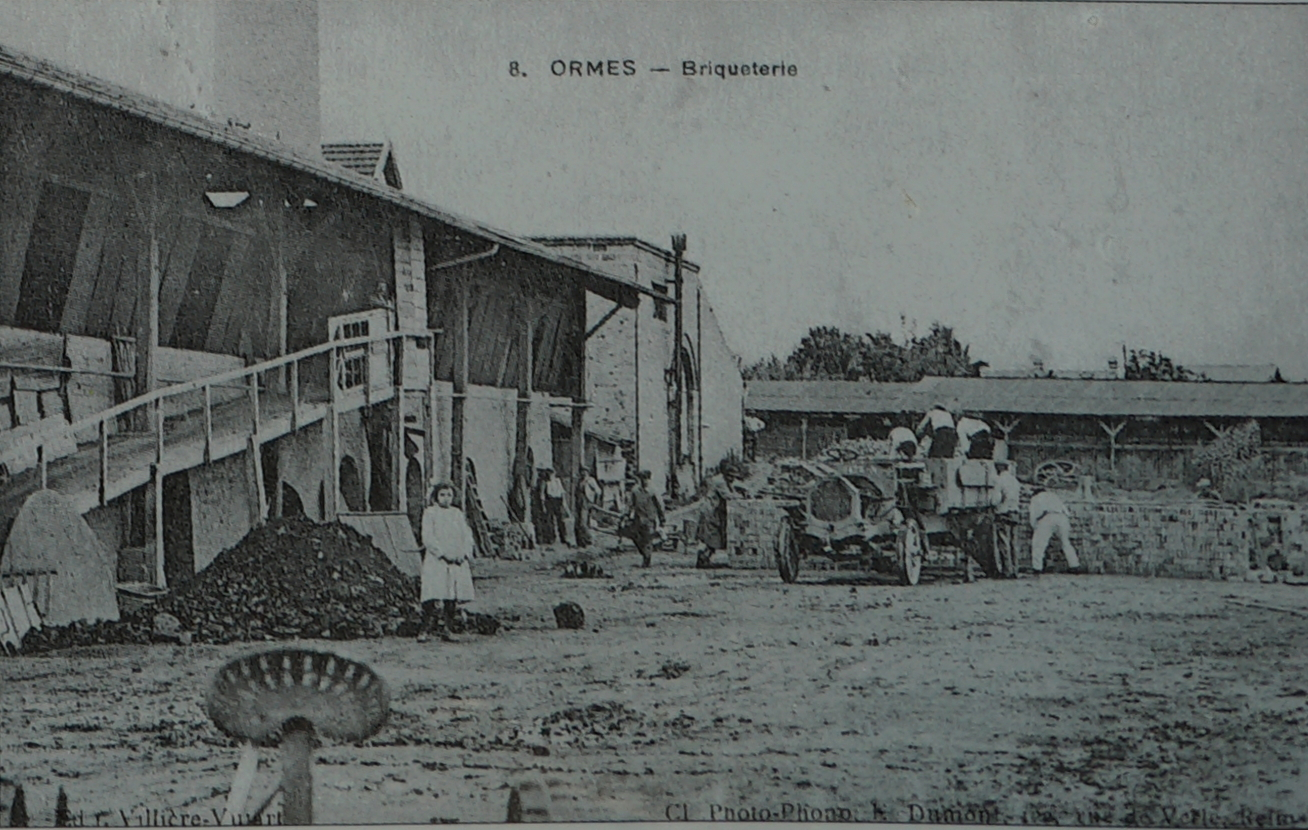
Une briqueterie.

L'église et le village sont presque complètement détruits durant la Première Guerre mondiale et a  été décoré de la Croix de guerre 1914-1918, le 30 mai 1921.

Ormes détruit durant la Première Guerre mondiale
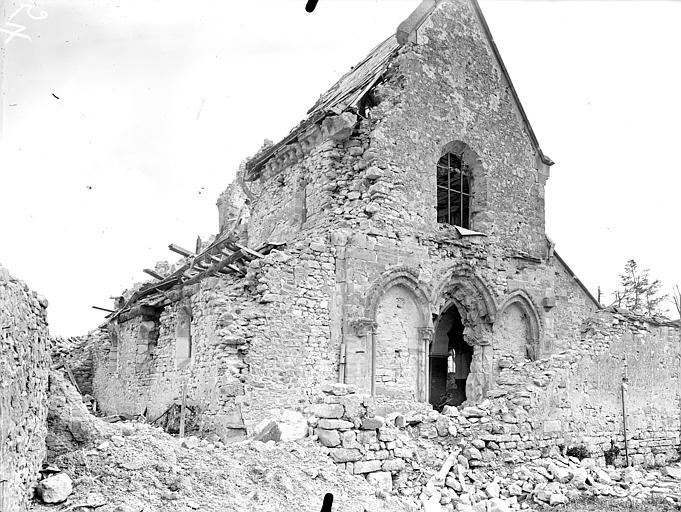
Le nord-ouest de l'église...
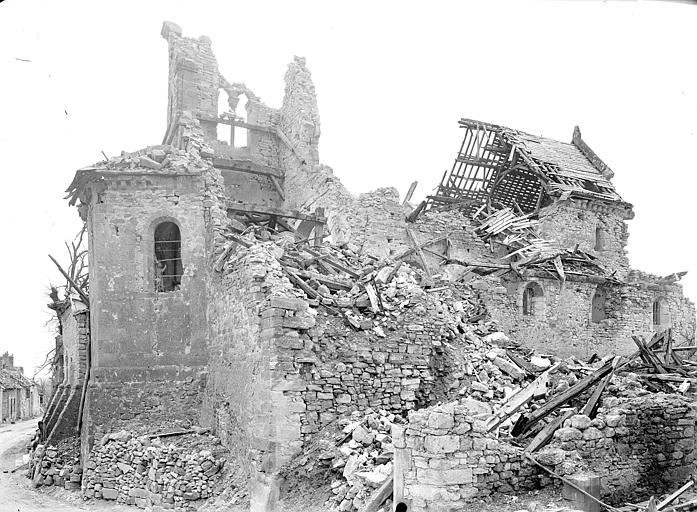
... son côté nord...
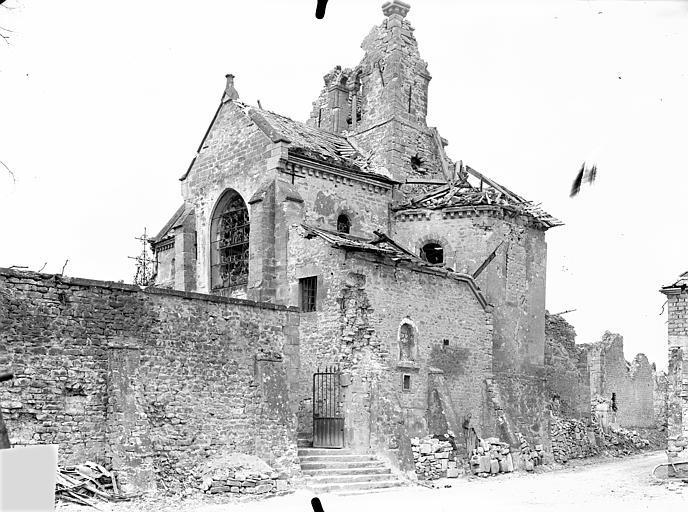
... et son sud-est.

## Politique et administration

### Rattachements administratifs et électoraux

#### Rattachements administratifs
La commune se trouve dans l'arrondissement de Reims du département de la Marne.
Elle faisait partie depuis 1801 du canton de Reims-1. Dans le cadre du redécoupage cantonal de 2014 en France, cette circonscription administrative territoriale a disparu, et le canton n'est plus qu'une circonscription électorale.

#### Rattachements électoraux
Pour les élections départementales, la commune fait partie depuis 2014 du canton de Fismes-Montagne de Reims.
Pour l'élection des députés, elle fait partie de la deuxième circonscription de la Marne.

### Intercommunalité
Ormes était membre de la communauté de communes Champagne Vesle, un établissement public de coopération intercommunale (EPCI) à fiscalité propre créé fin 2000 et auquel la commune avait transféré un certain nombre de ses compétences, dans les conditions déterminées par le code général des collectivités territoriales.
Dans le cadre des dispositions de la loi portant nouvelle organisation territoriale de la République du 7 août 2015, qui prévoit que les établissements publics de coopération intercommunale (EPCI) à fiscalité propre doivent avoir un minimum de 15 000 habitants, cette intercommunalité a fusionné avec ses voisines pour former, le 1er janvier 2017, la communauté urbaine dénommée Grand Reims dont est désormais membre la commune.

### Liste des maires
| Période                                  | Période                  | Identité     | Étiquette | Qualité                                     |
| ---------------------------------------- | ------------------------ | ------------ | --------- | ------------------------------------------- |
| Les données manquantes sont à compléter. |                          |              |           |                                             |
|                                          |                          |              |           |                                             |
| 1879 ou avant                            |                          | M. Trousset  |           |                                             |
|                                          |                          |              |           |                                             |
| avant 1981                               |                          | Marcel Fenat |           |                                             |
|                                          |                          |              |           |                                             |
| mars 2001                                | En cours (au 6 mai 2025) | Michel Suply |           | Agriculteur Réélu pour le mandat 2020-2026, |

## Équipements et services publics
Le refuge "Les amis des bêtes" est implanté dans la commune.

### Enseignement
La classe unique de l'école communale a fermé, faute d'effectifs, en 1982. Depuis lors, les enfants de la commune sont scolarisés à Tinqueux.
Ils poursuivent habituellement leurs études au collège Paulette-Billa de Tinqueux.

## Population et société

### Démographie
L'évolution du nombre d'habitants est connue à travers les recensements de la population effectués dans la commune depuis 1793. Pour les communes de moins de 10 000 habitants, une enquête de recensement portant sur toute la population est réalisée tous les cinq ans, les populations de référence des années intermédiaires étant quant à elles estimées par interpolation ou extrapolation. Pour la commune, le premier recensement exhaustif entrant dans le cadre du nouveau dispositif a été réalisé en 2007.

En 2022, la commune comptait 537 habitants, en évolution de +21,77 % par rapport à 2016 (Marne : −1,19 %, France hors Mayotte : +2,11 %).
| 1793 | 1800 | 1806 | 1821 | 1831 | 1836 | 1841 | 1846 | 1851 |
| ---- | ---- | ---- | ---- | ---- | ---- | ---- | ---- | ---- |
| 256  | 295  | 314  | 318  | 292  | 299  | 288  | 333  | 296  |

| 1856 | 1861 | 1866 | 1872 | 1876 | 1881 | 1886 | 1891 | 1896 |
| ---- | ---- | ---- | ---- | ---- | ---- | ---- | ---- | ---- |
| 300  | 272  | 274  | 258  | 244  | 229  | 212  | 223  | 250  |

| 1901 | 1906 | 1911 | 1921 | 1926 | 1931 | 1936 | 1946 | 1954 |
| ---- | ---- | ---- | ---- | ---- | ---- | ---- | ---- | ---- |
| 216  | 224  | 245  | 205  | 200  | 218  | 203  | 202  | 193  |

| 1962 | 1968 | 1975 | 1982 | 1990 | 1999 | 2006 | 2007 | 2012 |
| ---- | ---- | ---- | ---- | ---- | ---- | ---- | ---- | ---- |
| 193  | 214  | 256  | 320  | 348  | 389  | 440  | 447  | 458  |

| 2017 | 2022 | - | - | - | - | - | - | - |
| ---- | ---- | - | - | - | - | - | - | - |
| 436  | 537  | - | - | - | - | - | - | - |

## Économie
Ormes possède un vignoble de presque 10 hectares en appellation Champagne.

## Culture locale et patrimoine

### Lieux et monuments
L'église Saint-Rémi d'Ormes  Classée MH (1920 ).

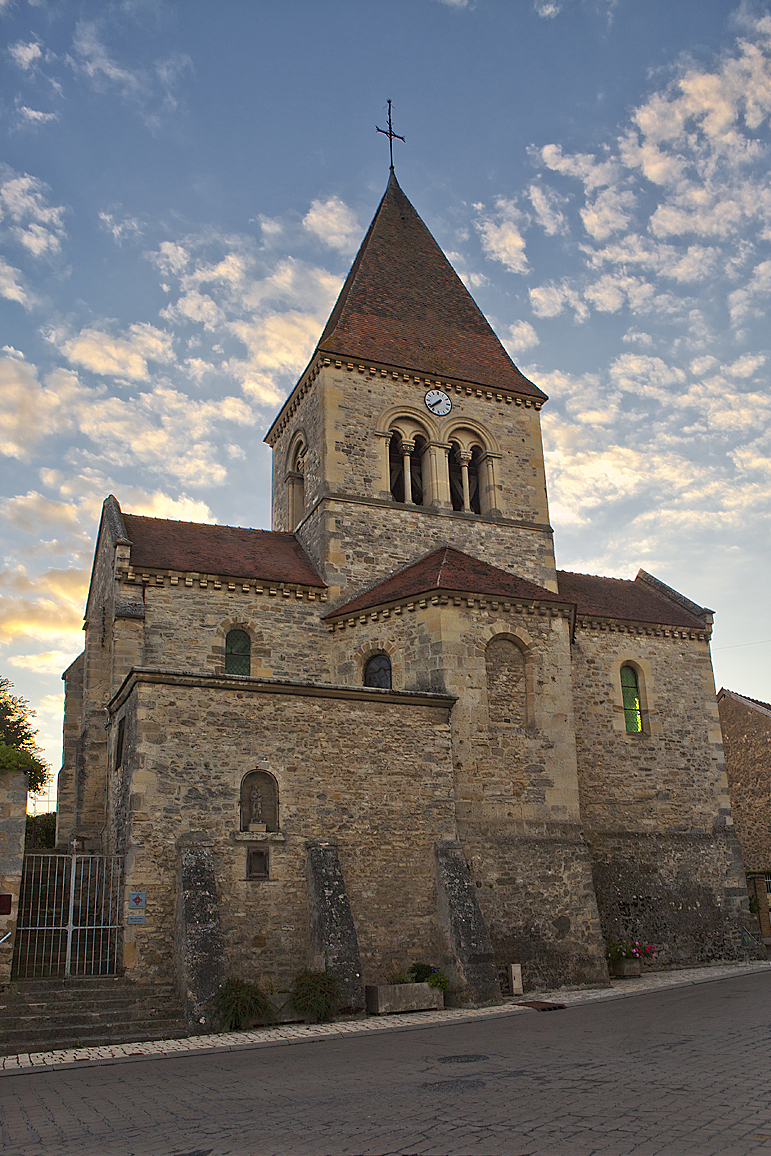
L'église...
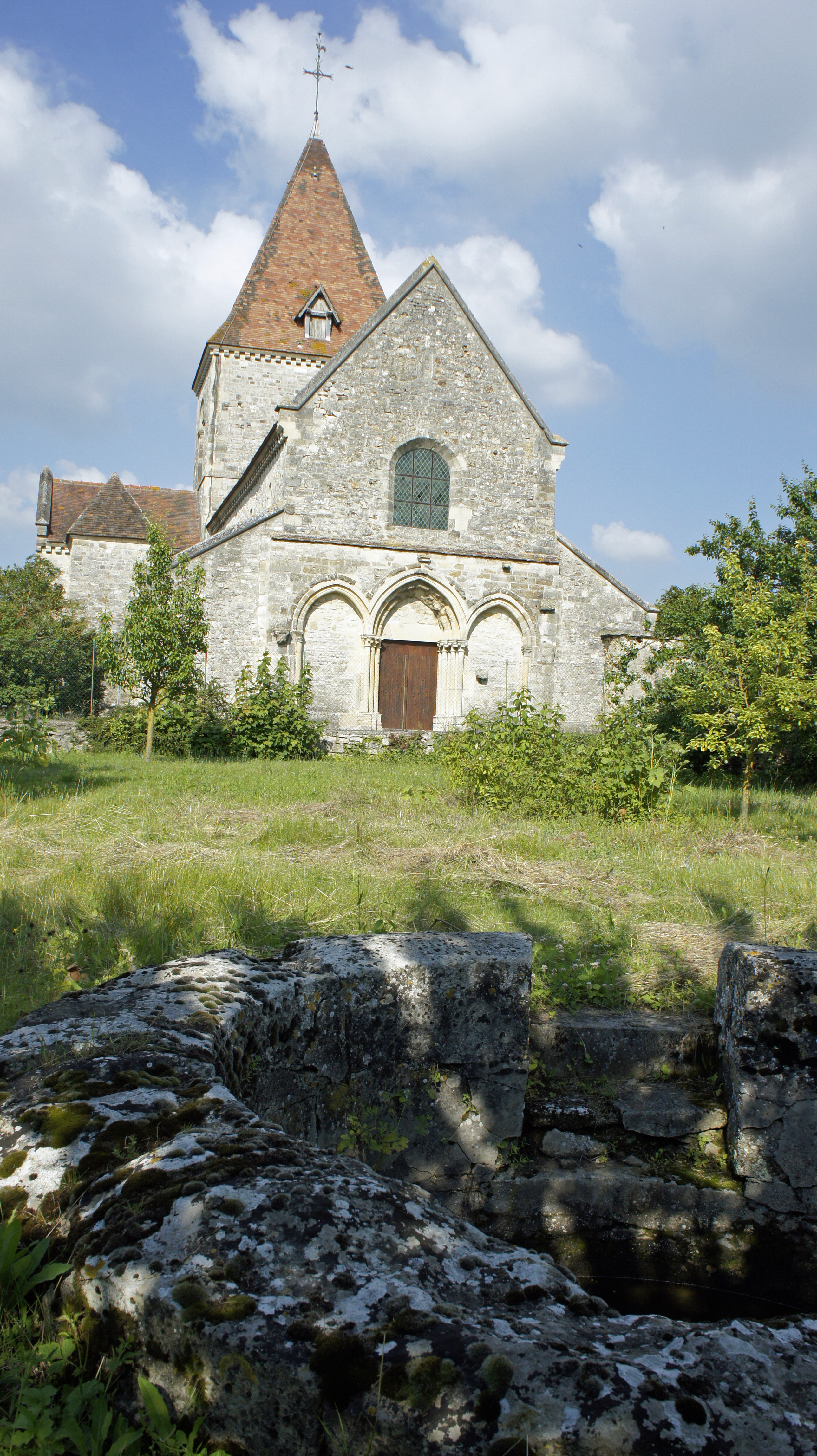
... vue du portail ouest de l'église et d'un puits ou baptistère...
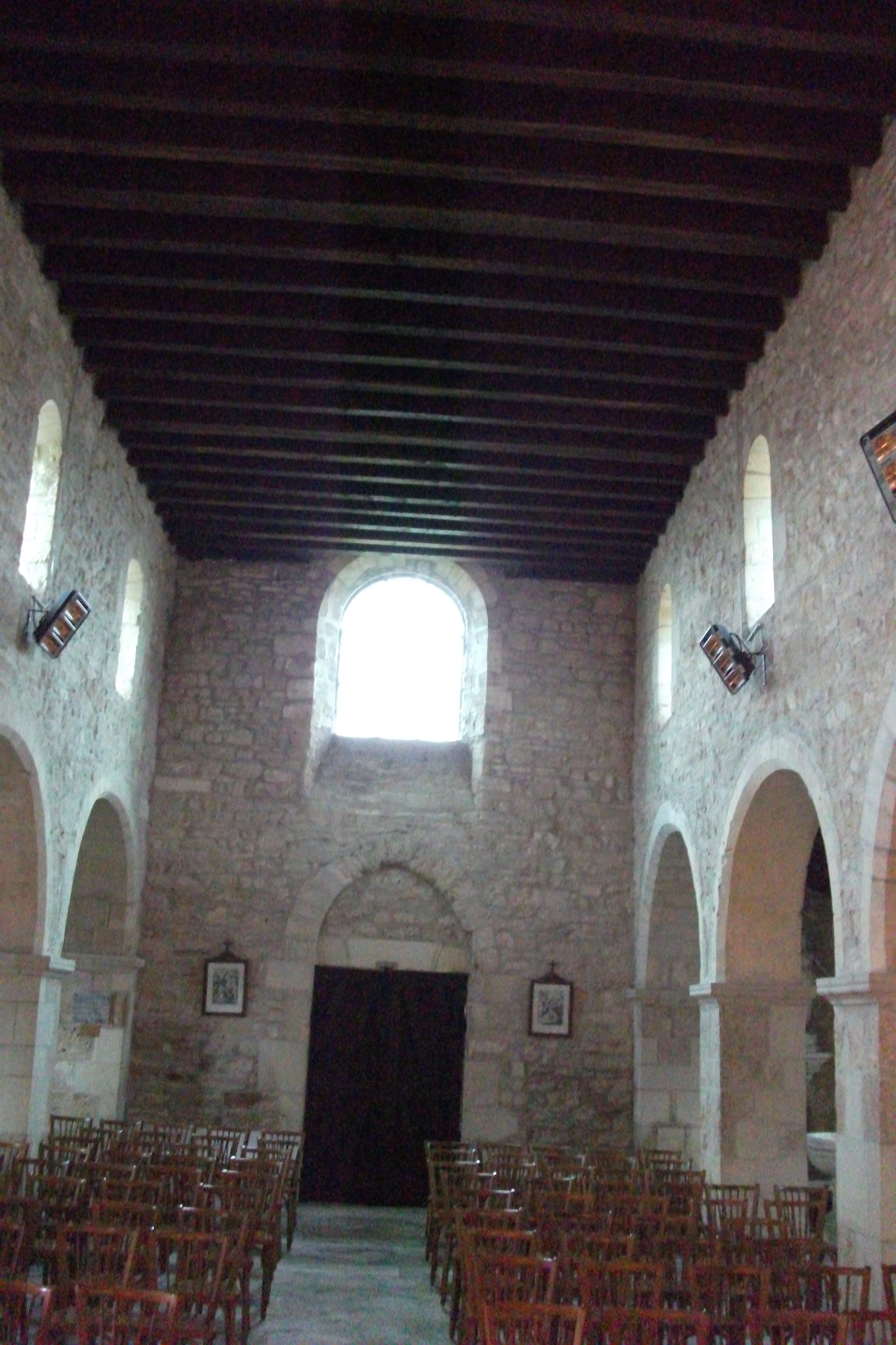
...sa nef...
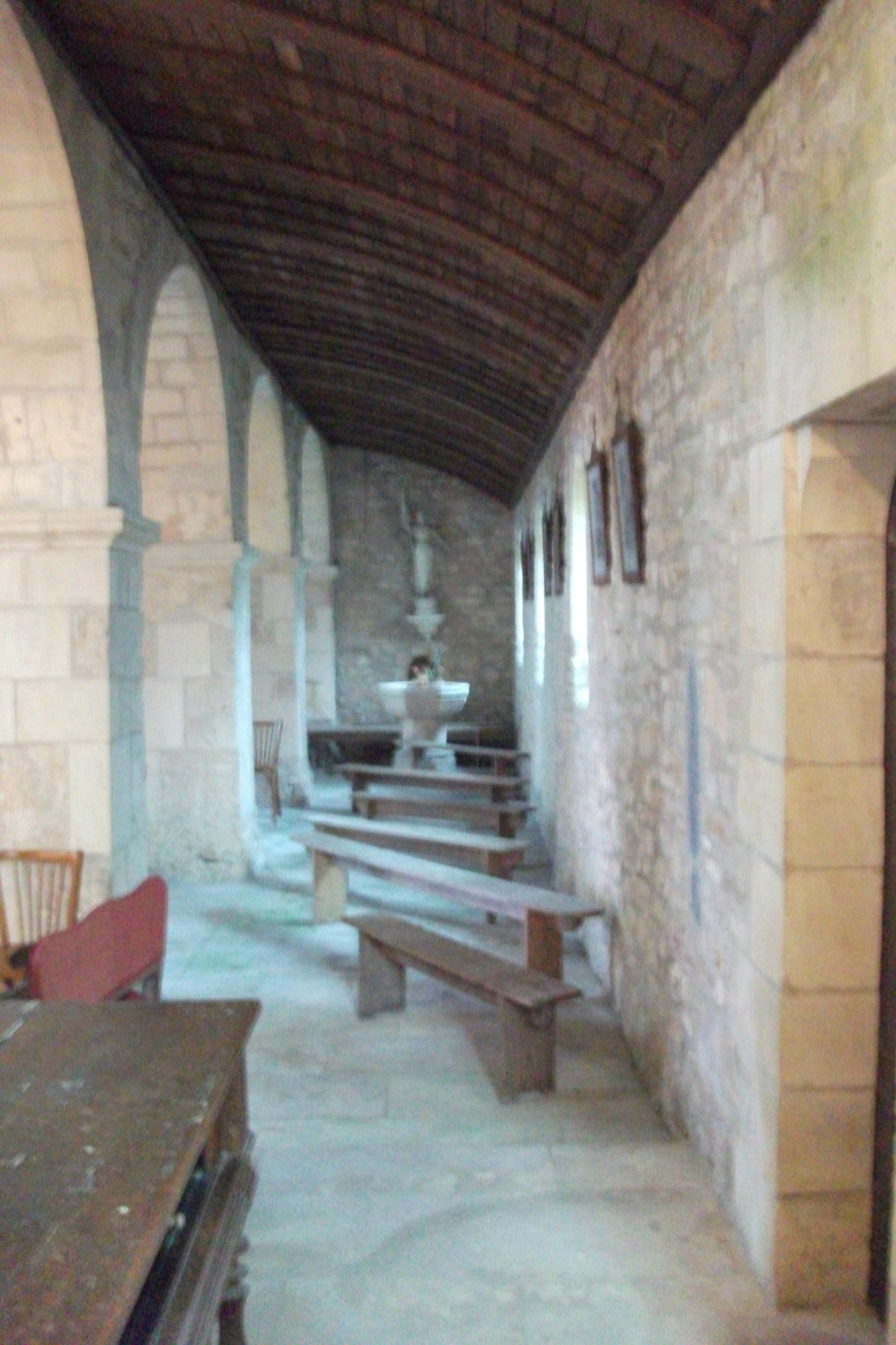
... un collatéral et les fonts baptismaux...
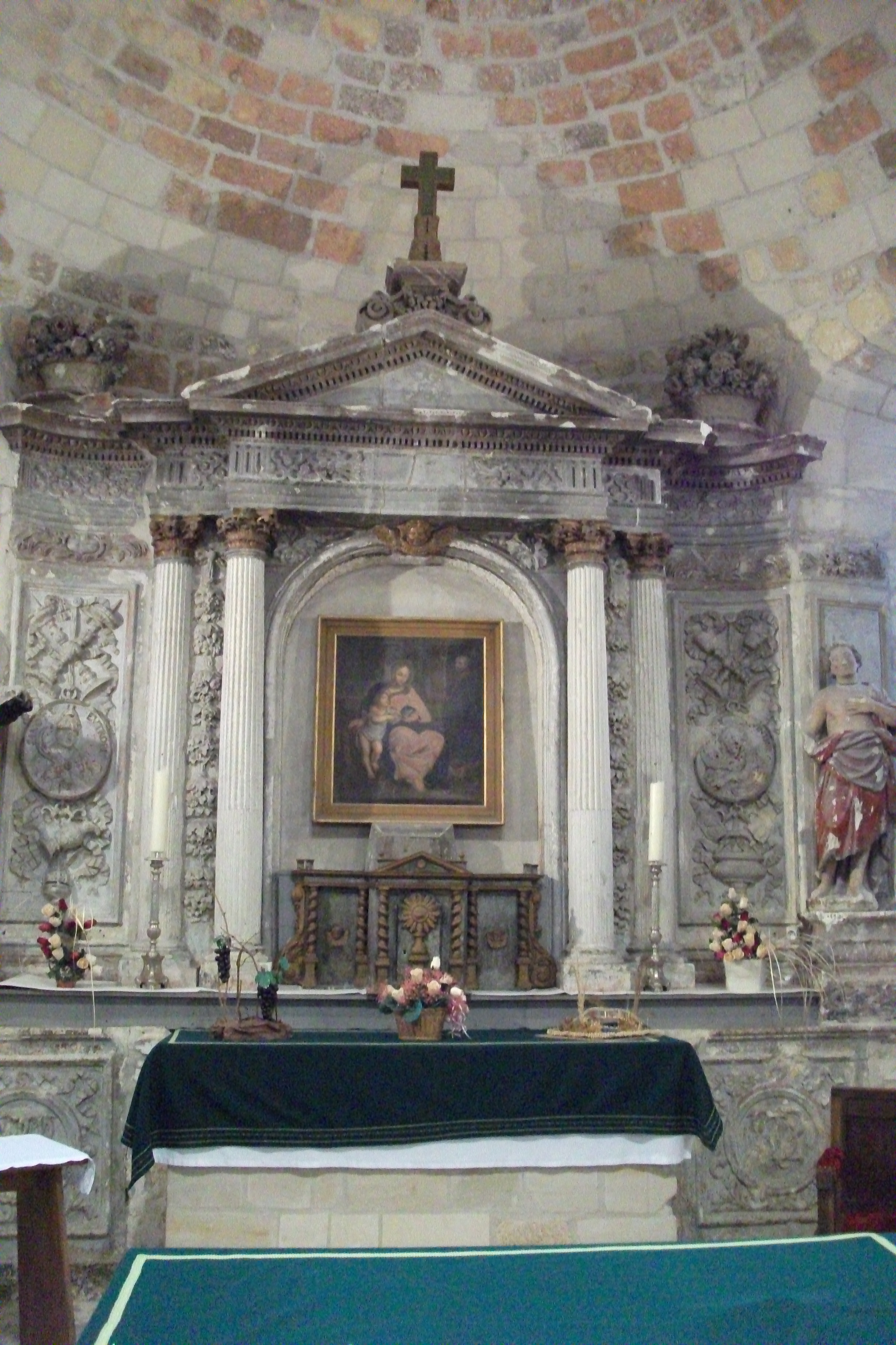
... L'autel  Inscrit MH (1995)...
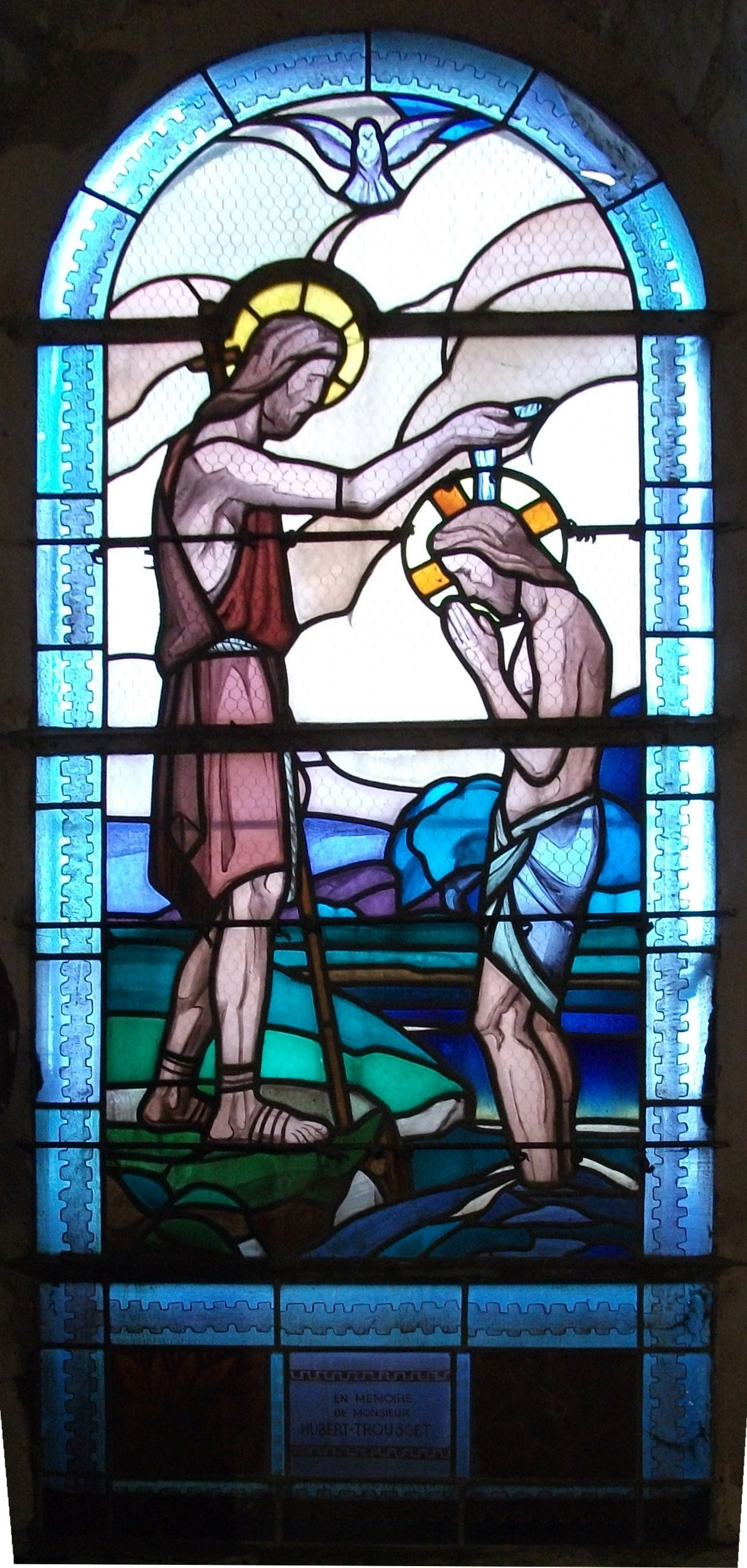
... un de ses vitraux...
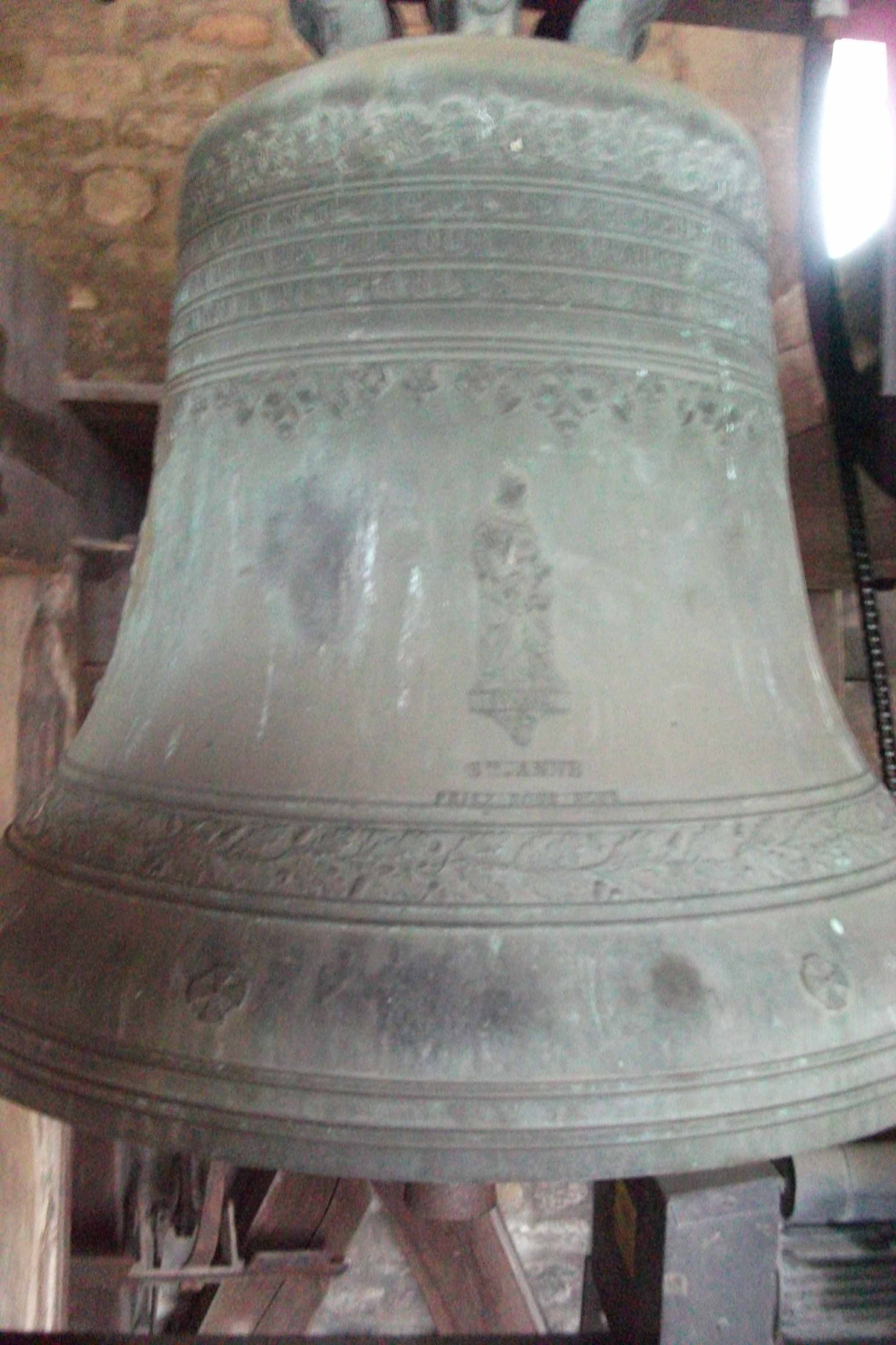
... et la cloche Anne.

## Pour approfondir